# Černice (pedologie)

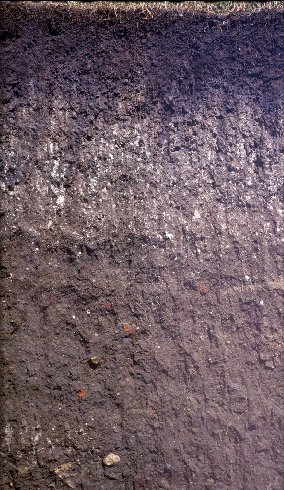
Mollisoly jsou černé, velmi úrodné půdy, které vznikly pod savanami.

Černice či feozemě (anglicky Phaeozems) jsou půdy dle americké klasifikace půd patřící pod mollisoly. Vyskytují se hlavně pod původními prériemi v Severní Americe, dále v Uruguayi a Argentině společně s černozeměmi a částečně i v Eurasii. V dnešní době se na těchto prériích nachází hlavně orná půda, kde se pěstuje sója a kukuřice (Iowa). Jsou to nejlepší půdy světa co do úrodnosti. Kvůli intenzivnímu pěstování hlavně kukuřice jsou ale ve velkém ohrožení hlavně vodní erozí. Tvoří se v plochém terénu na spraších, či ledovcových hlínách, lokálně i na slínech nebo písčitých spraších. Feozemě též často navazují na kaštanozemě.

## Rozdělení
Dále se dělí na:
- Udolls
- Aquaolls